# Beauregard, Ain
Beauregard är en kommun i departementet Ain i regionen Auvergne-Rhône-Alpes i östra Frankrike. Kommunen ligger  i kantonen Trévoux som ligger i arrondissementet Bourg-en-Bresse. Kommunens areal är 0,94 km². År 2022 hade Beauregard 826 invånare.

## Befolkningsutveckling
Antalet invånare i kommunen Beauregard
Referens: INSEE